# نبی تاجیما
نبی تاجیما (متولد ۴ اوت ۱۹۰۰ در کاگوشیمای ژاپن – درگذشته ۲۱ آوریل ۲۰۱۸ در کاگوشیمای ژاپن) یک ابرصدساله ژاپنی بود. او پس از مرگ ویولت براون در ۱۵ سپتامبر ۲۰۱۷ (جمعه ۲۴ شهریور ۱۳۹۶) مسن‌ترین انسان شناخته شده جهان (با ۱۱۷ سال سن) و آخرین انسان زنده بازمانده از قرن نوزدهم میلادی بود. همچنین از او به عنوان پیرترین انسان شناخته شده در کشور ژاپن و قاره آسیا یاد می‌شود. تاجیما در ۴ فوریه ۲۰۱۸ میلادی ۱۱۷/۵ ساله شد.

## زندگی‌نامه
نبی تاجیما در جوانی در مزرعه کار می‌کرد و تا میانسالی مشغول کشاورزی بوده‌است. حاصل ازدواج وی با تومینیشی تاجیما نه فرزند بود. همسرش در سال ۱۹۹۱ در سن ۹۵ سالگی درگذشت. تاجیما در فوریه ۲۰۰۲ به خانه سالمندان کیکای منتقل شد و تا هنگام مرگ در آنجا زندگی می‌کرد. وی بر اثر شکستگی استخوان ناشی از سقوط از ارتفاع، برای همیشه ویلچر نشین شد. وی روز ۱۹ دسامبر ۲۰۱۷ در سن ۱۱۷ سال و ۱۳۷ روزگی در رتبه ۶ در جایگاه اما مورانو (۲۰۱۷–۱۸۹۹) قرار گرفت. او آخرین انسان زنده متولد سال ۱۹۰۰ و آخرین انسان زنده بازمانده از قرن ۱۹ میلادی است. وی علت طول عمر خود را کار کردن و مصرف ماهی می‌داند. بیشتر غذای مورد مصرف وی، سوشی و ماهی قزل آلا است. وی در ۱۰ فوریه ۲۰۱۸ در سن ۱۱۷ سال و ۱۹۰ روز، به رتبه پنجم جدول کهنسال ترین‌های جهان رسید و رکورد ویولت براون را پشت سر گذاشت. نبی تاجیما آخرین انسان زنده ای است که گذر ۳ قرن ۱۹ و ۲۰ و ۲۱ میلادی را دیده‌است.
وی در ۲۳ مارس ۲۰۱۸ (۳ فروردین ۱۳۹۷) در سن ۱۱۷ سال و ۲۳۱ روز، به رتبه چهارم جدول کهنسالان جهان رسید.
وی در ۱۰ آوریل ۲۰۱۸ (۲۱ فروردین ۱۳۹۷) در سن ۱۱۷ سال و ۲۴۹ روز ، به رتبه سوم جدول کهنسالان جهان رسید و رکورد خانم لوسی هانا (با ۱۱۷ سال و ۲۴۸ روز سن) را پشت سر گذاشت.
نبی تاجیما، در ۲۱ آوریل ۲۰۱۸ (۱ اردیبهشت ۱۳۹۷) در ۱۱۷ سالگی بر اثر عوارض ناشی از کهولت سن درگذشت. او ۱۱۷ سال و ۲۶۰ روز عمر کرد.